# Indien-Fleckschnabelente

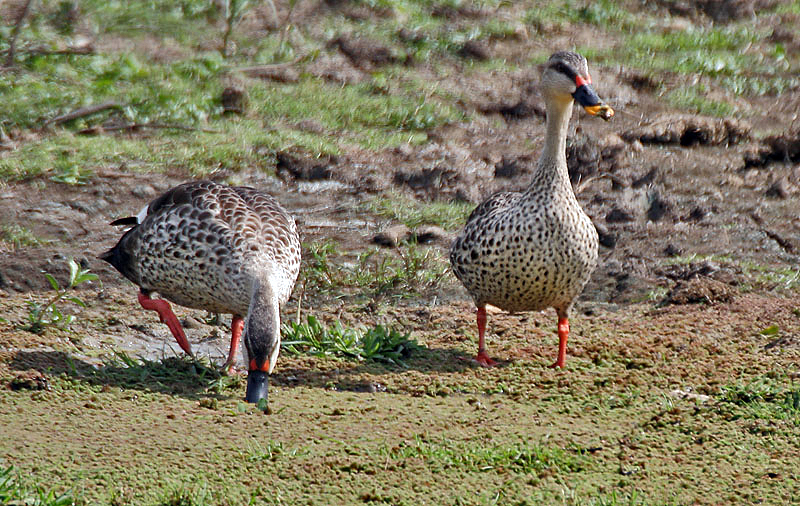
Indien-Fleckschnabelenten in Bharatpur, Indien

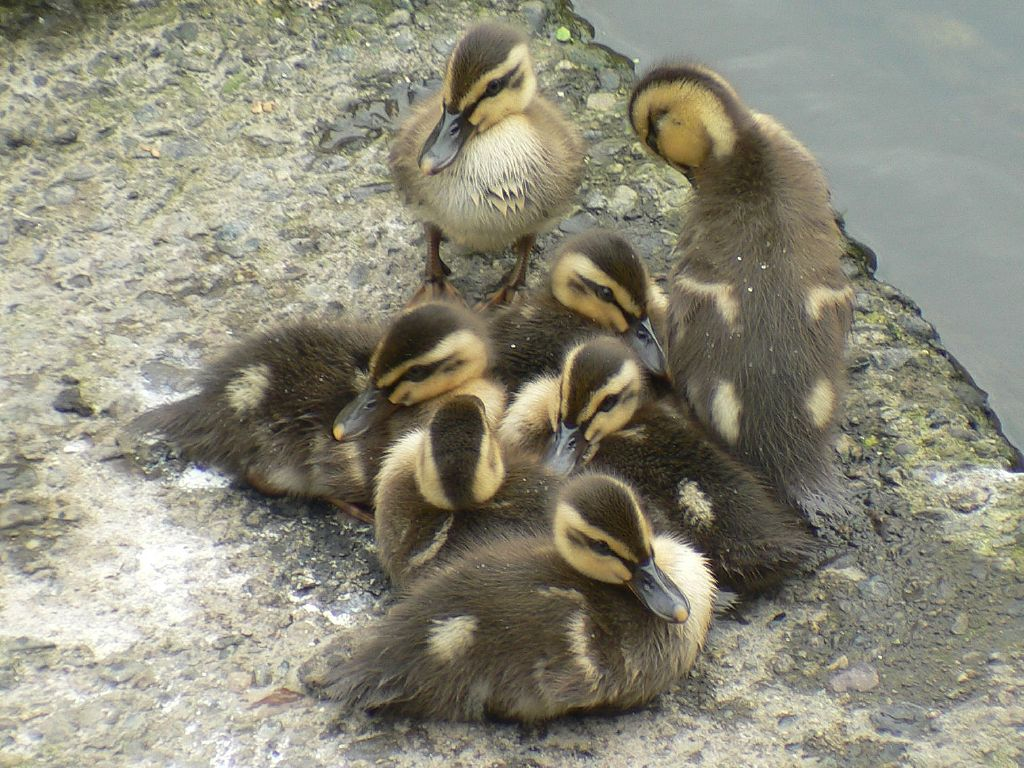
Küken der Indien-Fleckschnabelente

Die Indien-Fleckschnabelente (Anas poecilorhyncha) ist eine Vogelart aus der Gattung der eigentlichen Enten (Anas). Diese eher große und massig gebaute Entenart ist ausschließlich in Asien beheimatet. Sie ist weit verbreitet und zahlreich. Es werden drei Unterarten unterschieden, die sich in ihrem Körpergefieder leicht unterscheiden. Der Name der Ente bezieht sich auf zwei orangerote Punkte, die sich an beiden Seiten der Schnabelwurzel befinden.

## Erscheinungsbild
Die Körperlänge der Indien-Fleckschnabelente beträgt 58 bis 63 Zentimeter. Die Männchen wiegen zwischen 1230 und 1500 Gramm. Weibchen sind deutlich leichter und wiegen zwischen 780 und 1360 Gramm.
Ausgewachsene Indien-Fleckschnabelenten haben ein bräunlich-schwarzes Gefieder, einen weißen Bauch und ein weißes Gesicht. Die Beine und Füße der Ente sind orangerot. Charakteristisch ist der gelbe vordere Schnabel der Indien-Fleckschnabelente. In ihrem Erscheinungsbild ähneln die Indien-Fleckschnabelenten den Weibchen der Stockente. Sie sind braun und gelbbraun gefleckt, haben eine dunkle, klar abgegrenzte Stirn und Scheitel sowie einen gut erkennbaren Augenstreif. Weibchen unterscheiden sich durch eine weniger ausgeprägte Färbung des Gefieders, ansonsten ist der Geschlechtsdimorphismus nur gering ausgeprägt. Beide Geschlechter tragen ein Ganzjahreskleid. Über den Mauserverlauf liegen bislang keine ausreichenden Untersuchungen vor.
Die Chinesische Indien-Fleckschnabelente (Anas poecilorhyncha zonorhyncha) ist etwas brauner und dunkler als die beiden südlicher auftretenden Unterarten. Bei ihr fehlt der leuchtend weiße Streif am inneren Spiegelrand, der bei den beiden anderen Unterarten das auffälligstes Erkennungsmerkmal ist. Auch die beiden namensgebenden orangeroten Punkte an der Schnabelwurzel fehlen bei dieser Unterart.

## Verbreitung
Die Indien-Fleckschnabelente kommt in Asien, insbesondere in China, der Mongolei, Südsibirien, Bangladesch, Kambodscha, Laos, Vietnam, Myanmar und Indien vor.
Die Nominatform, die Indische Indien-Fleckschnabelente (Anas poecilorhyncha poecilorhyncha), ist auf dem indischen Subkontinent beheimatet. Ihr Verbreitungsgebiet reicht im Süden bis nach Sri Lanka und in östlicher Richtung bis Bangladesch, Assam und Manipur. Die Unterart Anas poecilorhyncha haringtoni, die auch als Burmesische Fleckschnabelente bezeichnet wird, ist in Myanmar sowie Südchina und Vietnam beheimatet. Sie kommt vermutlich auch in Laos vor, ist außerdem in Kambodscha zu finden und erreicht den extremen Süden von Vietnam. Die Chinesische Fleckschnabelente (Anas poecilorhyncha zonorhyncha) kommt in den meisten Regionen Chinas vor. Sie brütet auch in Südsibirien, in Korea und Japan.
Die nördlichen Populationen der in China, der Mongolei und Sibirien beheimateten Populationen sind Zugvögel. Sie ziehen im Winterhalbjahr nach Süden und erreichen dann auch Kambodscha und Thailand. Irrgäste finden sich gelegentlich auf den Inseln vor Alaska ein und erreichen gelegentlich auch den Norden der Philippinen.
Für 2005 wurden aus Deutschland 3–4 Brutpaare gemeldet, welche von entflogenen Zuchttieren abstammen. Die Art wird als invasive Art, nach Bundesnaturschutzgesetz (BNatSchG) § 40 betrachtet, welche heimische Arten gefährdet. Es wird für Deutschland eine Beseitigung gefordert, damit sich keine größeren Populationen aufbauen.

## Lebensraum
Indien-Fleckschnabelenten präferieren seichte Süßwassergewässer und Sumpfgebiete, die eine sehr dichte Unterwasservegetation aufweisen. An Flüssen halten sie sich nur gelegentlich auf. Die Chinesische Fleckschnabelente kommt auch in Küstengewässern vor. Allerdings scheinen Indien-Fleckschnabelenten Brackwasser oder gar Salzwasser grundsätzlich zu meiden. In Regionen, in denen auch die Stockente vorkommt, kommt es nur selten zu einem gemeinsamen Auftreten. Dies wird als Hinweis gewertet, dass die Indien-Fleckschnabelente andere Anforderungen an ihren Lebensraum stellt als diese Art.

## Lebensweise
In ihrem Verhalten ähnelt die Indien-Fleckschnabelente der Stockente weitgehend. Sie hält sich in kleinen Scharen und Familienverbänden bevorzugt an seichten, sumpfigen Gewässern auf. Ihre Nahrung sucht sie gründelnd. Häufig ist die Indien-Fleckschnabelente auch in Reisfeldern zu finden. In Japan ist sie sogar die einzige Entenart, die regelmäßig in oder an Reisfeldern brütet. Indien-Fleckschnabelenten ernähren sich überwiegend von pflanzlichen Stoffen. Sie fressen grüne Wasser-, Ufer- und Landpflanzen, aber auch Sämereien, Früchte, Insekten, Kaulquappen, Laich, kleine Fische, Frösche und Würmer.

## Fortpflanzung
Die Paarungszeit ist das Frühjahr. Indien-Fleckschnabelenten bauen ihre Nester aus Pflanzen an Uferböschungen. Die Weibchen brüten einmal im Jahr und legen 8 bis 14 Eier. Die Brutzeit liegt zwischen Mai und Dezember und beträgt 26 bis 28 Tage. Über den durchschnittlichen Bruterfolg, die Entwicklungsweise der Küken und Jungvögel liegen bislang keine ausreichenden Untersuchungen vor. Man geht aber davon aus, dass frisch geschlüpfte Küken nach 49 bis 56 Tagen flügge sind.

## Unterarten
- A. poecilorhyncha haringtoni (Oates, 1907) (Burmesische Fleckschnabelente)
- A. poecilorhyncha poecilorhyncha Forster, JR 1781 (Indische Fleckschnabelente)
- A. poecilorhyncha zonorhyncha Swinhoe, 1866 (Chinesische Fleckschnabelente, gelegentlich auch Östliche Fleckschnabelente genannt)

## Belege